# Вестервальд
Вестервальд (нім. Westerwald — «західний ліс») — гірський масив у землях Рейнланд-Пфальц, Гессен і Північний Рейн-Вестфалія (Німеччина). Південно-східна частина Рейнських Сланцевих гір. Розташований на правобережжі Рейну, в нижній його течії, між річкою та її правими притоками Лан та Зіґ. Має офіційний номер D39.
Довжина масиву складає близько 80 км, найвища точка — 657 м. Складений кам'яновугільними вапняками та пісковиками, базальтами, трахітами, фонолітами. У районі є родовища бурого вугілля, залізняку, вогнетривкої глини, торфовища. Клімат вологий та прохолодний. Опади складають 700—1000 мм на рік. Ліси здебільшого вирубані.
З погляду гороутворення Вестервальд розглядається як аналог хребта Айфель, що розташований на лівому березі Рейну. При формуванні обох масивів утворювалися характерні круглі улоговини через вибухові прориви підземних газів внаслідок вулканічної активності; до теперішнього часу частина улоговин заповнена озерами.
Цей гірський масив згадується вже в Тацита (під назвою Hercynia silva). Під нинішнім ім'ям вперше згадується у 1048 році у документах Трірського курфюрства.
Вестервальд займає помітне місце в народному фольклорі, йому присвячені багато народних пісень, такі як «Westerwaldlied», «Westerwald-Marsch», «Westerwald, du bist so schön», він фігурує в казках Братів Грімм.